# Albiet-epidoot hoornfels-facies
| Metamorfe facies |                      |                      |              |             |             |
| Metamorfe facies |                      |                      |              |             |             |
| 16 kbar          | blauwschist          | blauwschist          | eclogiet     | eclogiet    | eclogiet    |
| 12 kbar          | blauwschist          | blauwschist          | eclogiet     | eclogiet    | eclogiet    |
| 8 kbar           |                      | groenschist          | amfiboliet   | amfiboliet  | granuliet   |
| 6 kbar           | prehniet-pumpellyiet | prehniet-pumpellyiet | amfiboliet   | amfiboliet  | granuliet   |
| 4 kbar           | zeoliet              | alb-epi hfels        | hbl hornfels | px hornfels | sanidiniet  |
|                  | 200 °C               | 400 °C               | 600 °C       | 800 °C      | 1000 °C     |
| druk             | temperatuur          | temperatuur          | temperatuur  | temperatuur | temperatuur |

De albiet-epidoot hoornfels-facies is een facies die optreedt bij lage drukken en relatief lage temperaturen. De twee mineralen albiet en epidoot zijn naamgevers van deze facies, hoewel deze in meer facies voorkomen. Het woord hoornfels verwijst naar een contactmetamorf gesteente, wat gesteenten van lage druk (en dus geringe diepte), maar toch hoge temperatuur vaak kunnen zijn. Zoals bij alle metamorfe facies wordt de albiet-epidoot hoornfels-facies vastgesteld aan de hand van bepaalde mineralen die gewoonlijk middels onderzoek naar slijpplaatjes worden gedetermineerd.
De albiet-epidoot hoornfels-facies wordt in metamorfe basische gesteenten en pelieten gekarakteriseerd door de mineraalassemblages:

## Mineraalassemblages

### Metabasisch gesteente
- albiet + epidoot + actinoliet + chloriet + kwarts

### Metapelieten
- muscoviet + biotiet + chloriet + kwarts